# Hrabstwo Malty
Hrabstwo Malty – feudalna własność królestwa Sycylii, obejmująca wyspy Malta i Gozo. Malta była zasadniczo lennem królestwa, z tytułem nadanym przez Tankreda, normańskiego króla Sycylii Margarytusowi z Brindisi w 1192, który zdobył sławę jako Wielki Admirał Sycylii. Następnie lenno przechodziło z szlachcica na szlachcica, pozostając w kilku przypadkach w jednej rodzinie. Było używane głównie jako narzędzie przetargowe w sycylijskiej polityce. W 1392 lenno zostało wyniesione do markizatu, a po 1429 oba tytuły nie były już używane.

## Wczesny okres
Pierwszym hrabią Malty był Margarytus z Brindisi, żeglarz greckiego pochodzenia lub pochodzący z miasta Brindisi (południowe Włochy). Otrzymał on lenno od Tankreda z Lecce, ówczesnego króla Sycylii, za służbę jako admirał królestwa – ammiratus ammiratorum. Tytuł hrabiego został mu przyznany w 1192, być może za jego niespodziewany sukces w ujęciu cesarzowej Konstancji, konkurentki Tankreda do korony sycylijskiej. W 1194 Margarytus stracił swoje lenna, w tym Maltę, kiedy cesarz rzymski Henryk VI, mąż Konstancji, przejął kontrolę nad królestwem Sycylii.
W 1197, po śmierci Henryka VI, tytuł hrabiego Malty nadany został Guglielmo Grasso, genueńskiemu piratowi. Był to jeden z wielu północnowłoskich i niemieckich watażków, którzy byli wielce zainteresowani nowym terytorium, które teraz stało dla nich otworem. Niektóre relacje wskazują, że był on też admirałem króla Sycylii. Jest również poświadczone, że konspirował on także wraz z Markwardem von Annweiler, próbując usunąć młodego Fryderyka II z tronu, czym popadł w konflikt z Koroną. Potwierdzone jest również, że był on przede wszystkim korsarzem, a ludność Malty występowała przeciwko niemu w 1198 w różnych sprawach.

## Okres genueński
W 1203 lenno, po Gugliemo Grosso odziedziczył Henryk zwany Pescatore (wł. rybak), najwyraźniej dlatego, że był zięciem Gugliemo, a ten ostatni nie miał męskich potomków. Henryk wykorzystywał wyspy jako bazę do swoich korsarskich rajdów na całym Morzu Śródziemnym. Prawdopodobnie prowadził działalność piracką głównie przeciwko statkom weneckim i arabskim, ale wydaje się również, że brał aktywny udział w wewnętrznych walkach na Sycylii. Jednak około 1218 został również wyniesiony do stopnia 'admirała floty morskiej Sycylii'. Prawdopodobnie około 1221 (lub 1222) utracił lenno w wyniku sporu z Koroną. W jakiś sposób udało mu się odzyskać tytuł hrabiego Malty, lecz bez prawa jurysdykcji nad castrum.
Henryk Pescatore zmarł prawdopodobnie przed majem 1232, od tego momentu w posiadaniu tytułu i lenna był jego syn Niccolò (Nicoloso) de Malta. Przez cały okres, w którym posługiwał się tytułem (1232–1266), na Malcie było wielu namiestników królewskich, m.in. Paulino de Malta (1239–1240) i Giliberto Abbate (1240–?). W okresie urzędowania tego ostatniego powstał jeden z najbardziej znanych i ważnych dokumentów tamtych czasów: raport Giliberta Abbate. Wydaje się, że Niccolò stracił lenno w 1266, kiedy królestwo Sycylii zostało podbite przez Karola I Andegaweńskiego. Prawdopodobnie w tym okresie zaczęła się formować miejscowa szlachta, o czym świadczą liczne petycje kierowane do Korony. Petycje te zostały wysłane przez wielu różnych mieszkańców w sprawach o znaczeniu lokalnym.
W 1282, jako następstwo powstania znanego jako Nieszpory sycylijskie, Malta, przy pomocy lokalnej ludności została łatwo przejęta przez Koronę Aragońską. Kontrola aragońska początkowo nie obejmowała Castrum Maris, które padło dopiero w lipcu 1283, po bitwie morskiej u wybrzeży Malty. Dlatego też w 1282 roku Andreolo da Genova otrzymał tytuł hrabiego Malty. On i jego rodzina wspierali rodzimych buntowników w pomocy aragońskim pretendentom do tronu sycylijskiego.
W 1300 tytuł hrabiego Malty otrzymał od królestwa Neapolu Roger z Laurii. Sprzymierzył się z wówczas Koroną Andegawenów. Wydaje się jednak, że nigdy nie miał kontroli nad wyspami; nadal były to posiadłości aragońskie po tym, jak Roger zdobył je w 1283 dla Aragonii w bitwie o Maltę.

## Aragońska Sycylia
Spadkobiercą lenna był Guglielmo de Malta, bratanek hrabiego Andreolo. Guglielmo zmarł w 1299, pozostawiając cały majątek swojej córce Lukinie. Wydaje się, że w okresie od 1300 do 1320 żaden hrabia maltański nie posiadał lenna. Lukina zachowała prawa, które odziedziczyła po ojcu, nie posiadając żadnego tytułu ani władzy. Najważniejsze stanowiska zajmowali tubylcy i osoby mianowane przez Koronę.
Około 1320 Fryderyk II Sycylijski nadał tytuł Wilhelmowi II, księciu Aten. Wilhelm był synem Fryderyka i Eleonory Andegaweńskiej. W 1330 Wilhelm przekazał hrabstwo Malty swojemu przyrodniemu bratu Alfonso Fadrique.
Chociaż nie są znane żadne dokumenty to potwierdzające, utrzymuje się, że Alfonso trzymał lenno aż do śmierci w 1349. Po nim lenno odziedziczył jego syn Peter Fadrique. W 1350 Ludwik Sycylijski włączył wyspy do domeny królewskiej, najwyraźniej po złożeniu petycji przez miejscową szlachtę. Około 1357 Joanna I z Neapolu mianowała Niccolò Acciaiolego hrabią Malty. Acciaioli utrzymał tytuł do 1360.
W 1360 Fryderyk III Sycylijski nadał lenno Guido Ventimiglii. W 1366 zostało ono przekazane przez koronę Manfrediemu Chiaramontemu. W 1370 Fryderyk powierzył lenno swojemu nieślubnemu synowi, Guglielmo d’Aragona. Manfredi Chiaramonte służył jako admirał króla Sycylii, był kapitanem wysp Dżerba i Dżuzur Karkana oraz hrabią Modicy. Odzyskał kontrolę nad hrabstwem Malty po śmierci Fryderyka w 1377.
Przez większą część tego okresu hrabstwo de facto znajdowało się pod kontrolą Giacomo de Pellegrino. Giacomo był mesyńczykiem, który osiadł na Malcie. Od 1356 do 1372 posiadał różne tytuły i piastował liczne stanowiska administracyjne. Był także właścicielem lukratywnego magazynu tkanin bawełnianych oraz firmy kaperskiej. Giacomo przejął kontrolę polityczną nad lennem. Ostatecznie został odsunięty od władzy po inwazji na Maltę sprzymierzonych sił marynarki wojennej genueńskiej i sycylijskiej. Zarówno te wojska, jak i maltańscy rebelianci rozpoczęli dwumiesięczne oblężenie Mdiny. Wśród maltańskich buntowników byli zarówno chłopi, jak i szlachta. Władza Giacomo w lokalnej polityce i administracji uczyniła mu wielu wrogów na wyspach. Był również uważany za wroga politycznego sycylijskich pretendentów do hrabstwa, podczas gdy jego korsarski biznes uczynił mu wrogów zarówno na Sycylii, jak i w Republice Genui.
Manfredi Chiaramonte utrzymał lenno aż do śmierci w 1391. Następnie lenno odziedziczyła jego najstarsza córka Elisabetta Chiaramonte. Właściwe zarządzanie hrabstwem prawdopodobnie przyjął na siebie jej brat Andrea Chiaramonte. Jednak został on stracony w 1392, oskarżony jako główny konspirator w zamieszkach antyaragońskich podczas wczesnych rządów Marii, królowej Sycylii.

## Panowanie Marcina I Młodszego
Wszystkie terytoria, które należały do rodziny Chiaramonte, zostały podzielone przez Marcina I Sycylijskiego między Guglielmo Raimondo Moncadę i rodzinę Cabrera. W tym czasie lenno zostało podniesione do rangi markizatu. Guglielmo Raimondo Moncada otrzymał lenno, ponieważ był prawnukiem Lukiny de Malta i potomkiem Henryka, hrabiego Malty.
W tym czasie największym zagrożeniem dla korony był Artale d'Alagona. Artale był członkiem rodziny Alagona, która była głównym graczem w niepokojach w latach 1377–1392. Guglielmo Raimondo Moncada oddał lenno z powrotem koronie, aby mogło być wykorzystane w negocjacjach z Artale.
W 1393 lenno zostało przeniesione na Artale d'Alagonę. Kontrolował on lenno do 1396, po czym król Marcin I ponownie oddał wyspy Guglielmo Riamondo Moncadzie. Najwyraźniej ludność Malty i Gozo, wraz ze szlachtą, była podzielone w kwestii tego, kto powinien być markizem Malty. Doprowadziło to do powszechnych rozruchów na obu wyspach, zwłaszcza po tym, jak Moncada stracił przychylność na Sycylii. Ostatecznie stracił on Maltę w 1397. Artale d'Alagona utrzymał się w Castrum Maris do 1398.

## Lata 1398 – 1428
Od 1398 do 1420 de facto kontrolę nad wyspami sprawowała wczesna Università, samorząd lokalny wybrany przez lokalną szlachtę w celu ochrony ich praw na wyspach i codziennego zarządzania tymi ostatnimi. Samorząd lobbował za pozostaniem częścią Korony Aragonii, którą wyspy pozostały do 1420. Alfons V Aragoński potrzebował zarówno pieniędzy, jak i wsparcia, ponieważ podjął kilka kampanii na Morzu Śródziemnym. W konsekwencji przekazał wyspy Gonsalvo Monroyowi. Podpisano umowę płatności, a ta ostatnia, w imieniu Monroya została dokonana przez wicekróla Sycylii, Antonio de Cardonę.
Umowa ta spowodowała wielkie kłopoty na Malcie i Gozo. Wyspy zobowiązały się do wierności Cardonie, a nie Monroyowi, który objął jurysdykcję nad nimi w dniu 7 marca 1421. Niewiele wiadomo o okresie od 1421 do 1425. Jednak bunt mieszkańców Malty i Gozo w latach 1425–1428 jest dobrze pamiętany na Malcie, choć nie był on pierwszy.
Pierwsze zamieszki wybuchły na Gozo, i do 1426 rozlały się na Maltę. Buntownicy przejęli kontrolę nad wyspami, podczas gdy żołnierze Monroya i jego żona, Constance de Monroy, zostali otoczeni w Castrum Maris. Napięcie utrzymywało się do 1427, kiedy Alfons V zdecydował, że Università może kupić lenno, jeśli będzie mogła zwrócić Monroyowi opłatę, którą ten zapłacił w 1421. Kwota ta wynosiła 30 000 florenów aragońskich, i musiała zostać uiszczona w ciągu 4 miesięcy, co było praktycznie zadaniem niewykonalnym, zarówno dla biednej ludności wysp, jak i stosunkowo zamożnej lokalnej szlachty. Do końca 1427 Maltańczycy nie zebrali wystarczającej ilości pieniędzy i musieli negocjować nowy układ. Wicekról Muntayans zablokował wartość 15 000 florenów aragońskich w przejętych aktywach maltańskich na Sycylii. Tymczasem 400 uncie podarowali Francesco Gatto i Marciano Falco, lokalni szlachcice. Università miała zapłacić 5000 florenów w ciągu miesiąca, a pozostałe 10 000 florenów do października 1428.
Negocjacje w sprawie tej ostatniej kwoty utknęły w miejscu do kwietnia 1429. W tym czasie Gonsalvo Monroy był już umierający. Na łożu śmierci umorzył pozostały dług w wysokości 10 000 florenów.

## Okres 1429–1530
W 1429 wyspy zostały zwrócone Alfonsowi V. To, czy wynik ten był pozytywny dla tubylców, jest dyskusyjne. W tym okresie wyspy borykały się z częstymi atakami korsarzy, chroniczną biedą i okresowymi klęskami głodu. Później tytuły i lenno markiza Malty nigdy nie zostały przekazane żadnemu władcy wysp.
Okres dominium Malty i Gozo dobiegł końca w 1530, kiedy Karol V, cesarz rzymski oddał wyspy joannitom. Zapoczątkowało to okres joannitów na Malcie (1530–1798). Przywódcy joannitów zgodzili się oddać hołd wicekrólowi Sycylii, ale nie otrzymali tytułu hrabiego ani markiza Malty, co zakończyło istnienie hrabstwa.

## Hrabiowie Malty
- Margarytus z Brindisi (1192-1194)
- Guglielmo Grasso (ok. 1197-1203)
- Enrico "Pescatore" (ok. 1203-1232)
- Nicoloso (ok. 1232-1266)
  - Karol I Andegaweński (bezpośrednie rządy 1266–1282), uzurpator podczas Nieszporów sycylijskich; z Nicoloso jako rościcielem (1266-1281)
- Andreolo da Genova (1282-1300)
- Roger z Laurii (1300-1305)
- Lukina de Malta i jej mąż Guglielmo Raimondo I (1305-1320)
- Guglielmo II (ok. 1320-1330)
- Alfonso Federigo d'Aragona (ok. 1330-1349)
- Pietro Federigo d'Aragona (ok. 1349-1350)
  - Ludwik I Sycylijski (rządy bezpośrednie 1350–1355)
  - Fryderyk III Sycylijski (rządy bezpośrednie 1355–1360), z Niccolò Acciaiolim jako rościcielem (ok. 1357-1360)
- Guido Ventimiglia (ok. 1360-1362)
  - Fryderyk III Sycylijski (rządy bezpośrednie 1362–1366)
- Manfredo III Chiaramonte (ok. 1366-1370)
- Guglielmo III d'Aragona (ok. 1370-1377)
- Luigi Federigo d'Aragona (1377-1382)
- Manfredo III Chiaramonte (1382-1391)
- Elisabetta Chiaramonte i jej brat Andrea Chiaramonte (ok. 1391-1392)
- Guglielmo Raimondo III Moncada (ok. 1392-1393)
- Artale II Alagona (ok. 1393-1396/1398)
- Guglielmo Raimondo III Moncada (ok. 1396-1397)
  - Maria Sycylijska (rządy bezpośrednie 1397–1401) z mężem Marcinem I (rządy bezpośrednie na mocy iure uxoris 1397–1409)
  - Marcin Aragoński (rządy bezpośrednie 1409–1410)
  - Ferdynand I Sprawiedliwy (rządy bezpośrednie 1412–1416)
  - Alfons V Aragoński (rządy bezpośrednie 1416–1420)
- Antonio de Cardona (ok. 1420-1425)
- Gonsalvo Monroy (ok. 1426-1428)[13][24]
  - Alfons V Aragoński (1428-1458)
  - Jan II Aragoński (1458-1479)
  - Ferdynand II Aragoński (1479-1516)
  - Karol V Habsburg (1516-1530)